# Tour de Capo d'Uomo
La tour de Capo d'Uomo (en italien : Torre di Capo d'Uomo), est une tour côtière située dans la commune de Monte Argentario, (province de Grosseto), en Toscane, Son emplacement se trouve à 350 m d'altitude dans la partie ouest du promontoire de l'Argentario, entre Porto Santo Stefano et Porto Ercole.

## Historique
La tour a été construite à l'époque médiévale, probablement par les Aldobrandeschi, avant qu'une grande partie de leurs territoires ne fasse partie de la république de Sienne, où le promontoire de l'Argentario était entièrement incorporé. Dans la seconde moitié du XVIe siècle, la tour devint une référence fondamentale pour le système défensif de l'État des Présides, étant capable d'envoyer des signaux lumineux entre la tour de Cala Piccola et la tour de la Maddalena, incapables de communiquer visuellement avec l'un l'autre.
La tour a continué à remplir ses fonctions d'observation d'origine pendant des siècles, n'étant définitivement mise hors service qu'au XIXe siècle. Sa position dans un lieu imperméable et difficile d'accès signifiait qu'il n'y avait aucun intérêt pour les achats privés, de sorte que l'ancienne structure défensive a subi une détérioration rapide, favorisée également par le lieu particulièrement exposé à l'action des vents
.

## Description
La tour de Capo d'Uomo apparaît sous la forme de ruines bien visibles, dans une position dominante, même au loin de la route panoramique qui serpente le long de la côte ouest du promontoire de l'Argentario.
La tour conserve le contour de la base de l'escarpement de plan quadrangulaire, ainsi que les restes de maçonnerie en pierre des murs extérieurs qui caractérisaient sa partie supérieure.
Depuis la colline de la tour, le champ de vision s'étend sur toute la côte de la Maremme, vers l'île de Giglio, Giannutri et, par temps clair, la Corse est également clairement visible : tout cela démontre l'importance des fortifications des siècles passés pour réaliser l'observation. 